# 府城镇 (南宁市)
府城镇，是中华人民共和国广西壮族自治区南宁市武鸣区下辖的一个乡镇级行政单位。

## 行政区划
府城镇下辖以下地区：
府城社区、西厢村、四明村、富良村、文泉村、渌龙村、福良村、和平村、永共村、喜庆村、进源村、渌韦村、德灵村、乐光村、头塘村、那化村、寺圩村、永合村、新泉村、大同村、岜榄村、陆杨村、东江村和启德村。